# Wiseman Mukhobe
Wiseman Were Mukhobe (* 13. Oktober 1997) ist ein kenianischer Hürdenläufer, der sich auf die 110-Meter-Distanz spezialisiert hat.

## Sportliche Laufbahn
Erste internationale Erfahrungen sammelte Wiseman Mukhobe bei den World Athletics Relays 2021 im polnischen Chorzów, bei denen er in 59,89 s den dritten Platz in der Hürden-Pendelstaffel hinter den Teams aus Deutschland und Polen belegte und damit eine neue afrikanische Bestleistung aufstellte. Im Jahr darauf belegte er bei den Afrikameisterschaften in Port Louis in 13,85 s den sechsten Platz über 110 Meter Hürden und gewann im 400-Meter-Hürdenlauf in 50,48 s die Bronzemedaille hinter dem Südafrikaner Sokwakhana Zazini und Abdelmalik Lahoulou aus Algerien. Zudem gelangte er mit der kenianischen 4-mal-400-Meter-Staffel mit 3:09,49 min auf Rang vier. Anschließend belegte er bei den Commonwealth Games in Birmingham in 50,27 s den vierten Platz im Hürdenlauf und gewann mit der Staffel in 3:02,41 min gemeinsam mit Mike Mokamba, William Rayian und Boniface Mweresa die Bronzemedaille hinter den Teams aus Trinidad und Tobago und Botswana. 2023 schied er bei den Weltmeisterschaften in Budapest mit 49,40 s im Halbfinale über 400 Meter Hürden aus. Im Jahr darauf belegte er bei den Hallenweltmeisterschaften in Glasgow in 3:06,71 min den vierten Platz im Staffelbewerb und stellte damit einen neuen Afrikarekord auf. Kurz darauf belegte er bei den Afrikaspielen in Accra in 50,10 s den vierten Platz über 400 Meter Hürden und gelangte mit der Staffel mit 3:03,90 min auf den fünften Platz. Im Mai wurde er bei den World Athletics Relays auf den Bahamas in 3:04,83 min Vierter im A-Lauf in der 2. Qualifikationsrunde über 4-mal 400 Meter für die Olympischen Spiele in Paris und verpasste somit eine Direktqualifikation. Anschließend belegte er bei den Afrikameisterschaften in Douala in 49,92 s den vierten Platz über 400 Meter Hürden. Im August schied er bei den Olympischen Sommerspielen in Paris mit 49,22 s im Halbfinale aus.
In den Jahren 2019, 2022 und 2023 wurde Mukhobe kenianischer Meister im 110-Meter-Hürdenlauf sowie 2022 und 2023 auch über 400 Meter Hürden.

## Persönliche Bestleistungen
- 400 Meter: 45,96 s, 6. April 2024 in Nairobi
- 110 m Hürden: 13,80 s (+0,8 m/s), 27. April 2022 in Nairobi
- 400 m Hürden: 48,52 s, 23. Juni 2023 in Nairobi